# José Maria Fidélis
José Maria Fidélis dos Santos (São José dos Campos, 13 marzo 1944 – São José dos Campos, 28 novembre 2012) è stato un calciatore brasiliano, di ruolo difensore.
È scomparso nel 2012 all'età di 68 anni a seguito di un tumore dello stomaco.

## Caratteristiche tecniche
Giocava come difensore; poteva agire sia come centrale che come terzino destro.

## Carriera

### Club
Cresciuto nel Bangu, società di Rio de Janeiro, vi debuttò nel 1963. Nel 1966, già titolare fisso della formazione dalla maglia biancorossa, partecipò al vittorioso campionato Carioca, andando a vincere per 3-0 in casa del Flamengo, al Maracanã; di quella finale, Fidélis giocò tutti i novanta minuti.
Nell'estate 1967 con il Bangu disputò il campionato nordamericano organizzato dalla United Soccer Association: accadde infatti che tale campionato fu disputato da formazioni europee e sudamericane per conto delle franchigie ufficialmente iscritte al campionato, che per ragioni di tempo non avevano potuto allestire le proprie squadre. Il Bangu rappresentò gli Houston Stars, che concluse la Western Division al quarto posto finale.
Notato dal Vasco da Gama, anch'esso club dello stato di Rio de Janeiro, venne acquistato nel 1969. Nel 1970 il difensore vinse il suo secondo titolo statale, e nel 1974 prese parte alla prima vittoria del Vasco nel recentemente formatosi campionato nazionale brasiliano. In quel torneo, Fidélis fu una presenza costante, giocando tutti e ventotto gli incontri giocati dalla sua compagine, compresa la finalissima del 1º agosto 1974 al Maracanã. Successivamente, il terzino si risolse a lasciare la società carioca, a trentadue anni già compiuti, andando a disputare tre ulteriori edizioni del campionato brasiliano, la 1975 con l'América e la 1976 e 1977 con l'ABC. Nel 1981 ha chiuso la carriera, dopo aver giocato con il São José.

### Nazionale
Fidélis ebbe una breve carriera in Nazionale, della durata di un solo anno solare, il 1966. Difatti, prese parte alla lunga sessione di amichevoli pre-Mondiali che precedettero la partecipazione del Brasile al campionato del mondo 1966, presenziando contro Polonia, Perù, Cecoslovacchia (due volte, il 12 e 15 giugno 1966) e Scozia. Una volta inserito fra i convocati per la manifestazione vera e propria, scese in campo solo contro il Portogallo, il 19 luglio a Goodison Park.

## Palmarès

### Competizioni statali
- Campionato Carioca: 2

Bangu: 1966
Vasco da Gama: 1970
- Campionato Potiguar: 1

ABC: 1976
- Campionato Matogrossense: 1

Operário: 1978

### Competizioni nazionali
- Campionato brasiliano: 1

Vasco da Gama: 1974